# Isaiah Foskey
Isaiah Foskey (Antioch, 30 ottobre 2000) è un giocatore di football americano statunitense che milita nel ruolo di defensive end per i New Orleans Saints della National Football League (NFL).

## Carriera universitaria
Foskey disputò quattro partite nella sua prima stagione a Notre Dame nel 2019, facendo registrare 5 tackle e un punt bloccato. L'anno seguente ebbe 20 placcaggi e 4,5 sack. Nel 2021 divenne stabilmente titolare, mettendo a segno 11 sack. Si ripeté nel 2022 con altri 11 sack che gli valsero l'inserimento nella prima formazione All-American.

## Carriera professionistica
Foskey fu scelto nel corso del secondo giro (quarantesimo assoluto) del Draft NFL 2023 dai New Orleans Saints. Nella sua stagione da rookie mise a segno 9 tackle e un passaggio deviato in 10 presenze, nessuna delle quali come titolare.